# トーマス・ファン・エルペ

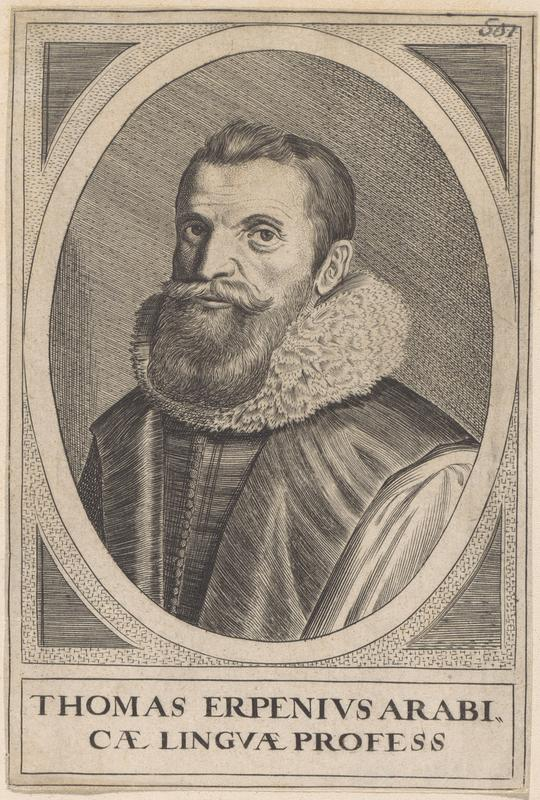
ファン・エルペの肖像

トーマス・ファン・エルペ（オランダ語: Thomas van Erpe、ラテン語: Thomas Erpeniusに基づくトーマス・エルペニウス でも知られる）1584年9月11日 – 1624年11月13日）は、オランダ人の東洋学者

。
ヨーロッパで正確なアラビア語文法書を著した最初の人物とされる。

## 生涯
オランダのホルクム生まれ。1602年からライデン大学で学び、1608年に学位を受けた。ライデン大学では、スカリジェの強い影響を受けていたが、この時点ではアラビア語は学んでいなかったという。
その後、欧州各国の遊学の旅に出た。最初に向かったイギリスではウィリアム・ベッドウェル を訪ね、アラビア語を学んだ。その後フランスに向かい、パリでは、終生交友をもったカソーボン やエティエンヌ・ユベール と出会い、またエジプト人Joseph Barbatus （Abu-dakni）や、アンダルス出身のモロッコの外交官ハジャリー にアラビア語を学んだ。また約一年ロワールのソミュール・アカデミー に滞在して研究に没頭し、代表作となるアラビア語文法の著作の大部分を完成させる。その後ミラノやヴェニス、ジュネーブ、バーゼル、ドイツを巡った。特にヴェニスへはトルコへの渡航を企ていたという。この遊学の間、トルコ語、ペルシア語、エチオピア語も習得している。
1612年にオランダに帰国し、カソーボンやグローティウス、ダニエル・ハインシウス（Daniel Heinsius）らの推挙によって翌年2月にライデン大学のアラビア語員外教授（extraordinary professor）として迎えられた。
この年、彼のアラビア語文法の著作 Grammatica Arabica. (1613)が出版された。
1618年にアラビア語の正教授に、1619年にはヘブライ語及びセム系諸語（アラム語、シリア語）の正教授にも任命された（後者については彼のために二つ目の教授職が創設された）。
政府より公式の翻訳家に任命され、アジアやアフリカの諸王国からの書簡の翻訳や返信作成、大使との外交交渉の同席等を行なっていた。彼の評判はヨーロッパ中に知れ渡り、方々より篤い申し出があったが、故国を離れのを嫌い全て断っていたという。
ハーグでの外交交渉の折にペストに罹り、1624年ライデンにて死去。晩年はクルアーンのラテン語訳註付校訂本を準備中で東洋学図書館の構想のためにも取り組んでいた。論文や手稿を含む彼の蔵書は、ケンブリッジ大学が遣わしたGeorge Villiersに購入され、1632年に同大学の図書館に移管された。

## 逸話

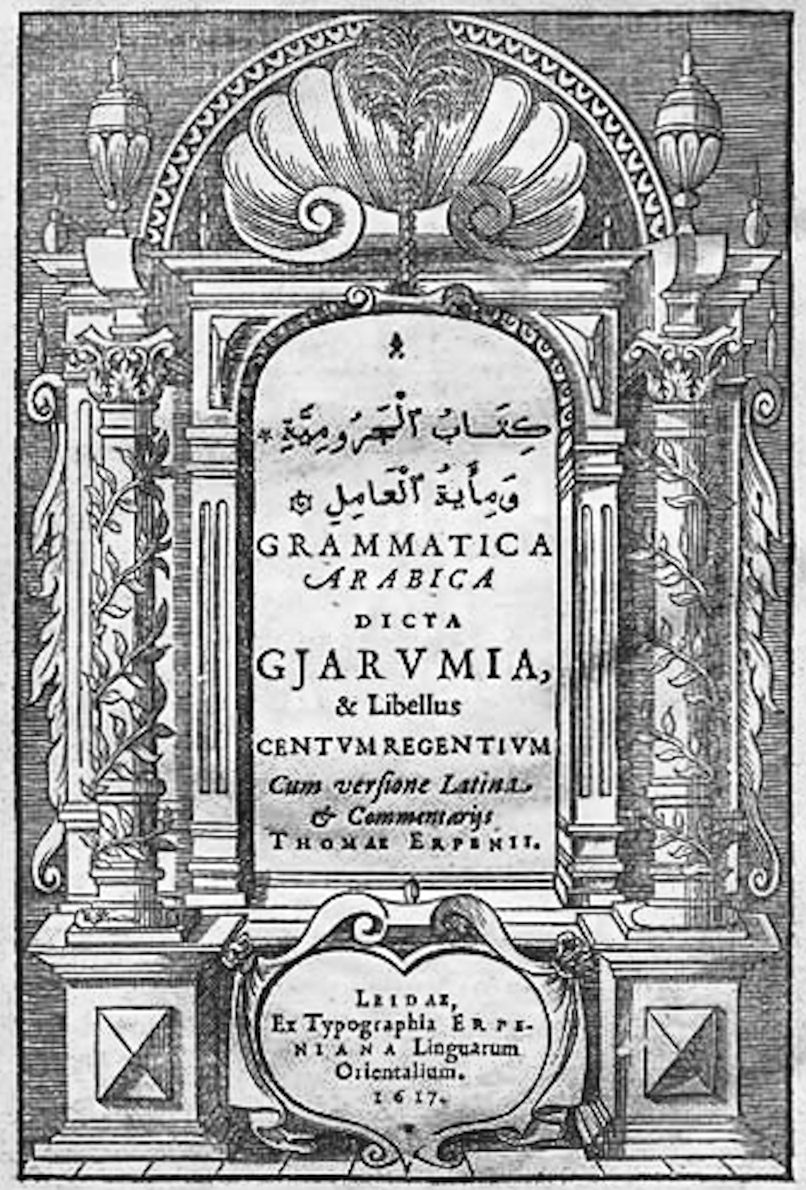
ファン・エルペの著書で、印刷者としても「エルペニウス」の名が確認できる。

- ファン・エルペは以下のような経緯で、自宅に印刷機を設け、アラビア語の著作を自宅で印刷していた。自身のアラビア語文法の大作の印刷を、初めパリのギヨーム・ルベ（Guillaume Lebé）に依頼したが宗旨の違い（ファン・エルペはプロテスタントであった）により拒絶されたため[2]、東洋学者で印刷業も営んでいたフランス・ファン・ラーフェリンゲン （英語版）[10]の息子達に依頼して実現した。しかしその後、ラーフェリンゲンの工房では、唯一の文選工が死去し1614年以降アラビア語の印刷ができなくなった（文選工の死去は、利用していた活字をウィリアム・ベッドウェルに売った後、型から新たな活字を鋳造した後に起きている[6]）。これを機にファン・エルペは自らの費用でArent Corsz. Hogenackerに依頼して、従来より小型で経済的なアラビア語の活字を製作し[11][12]印刷をするようになった[2]。彼の死後、その印刷機は8000ギルダーでイサーク・エルゼビア （英語版）によって購入された（2013年現在Joh. Enschedéの博物館に展示されている）[2]。

- ドルト会議の決議に依って1619年にライデン大学においてもレモンストラント派が追放となり、この際に空席になっていた教授職をうめるため、ファン・エルペは1619-1620年にライデン大学の使節としてパリに派遣され、マロン派のJohannes HesronitaやGabriel Sionita[2]、Pierre Dumoulin （英語版）やAndré Rivet （英語版）らと接触し、特にRivetを招くことに成功した[8][13]。

- 遺稿には現存する最古のマレー語手稿が含まれる[14]。

## 著作
主な著作は以下：
- Grammatica Arabica（1613）[15]
- Grammatica Arabica dicta Gjarumia, & Libellus Centum Regentium. Cum versione Latina & Commentariis. (1617) イブン・アージュッルームと アル・ジュルジャーニー （英語版）の著作にラテン語訳注を付したもの。
- Rudimenta Linguae Arabicae. (1620) Grammatica Arabicaに、読解用の短い文章集等を追加したもの。
- Grammatica Ebraea Generalis (1621)
- Grammatica Chaldaea ac Syra (1628)
- Historia Saracenica, Arabice & Latine. (1625) (History of the Saracens) George Elmacin （英語版）の著作のラテン語訳。未完の稿本を弟子のヤコブス・ゴリウス （英語版）が完成させたもの。

## 関連人物
- François Savary de Brèves （英語版） フランスの東洋学者、外交官。欧州におけるアラビア語の出版の先駆者で、トーマス・ファン・エルペにも影響を与えた。
- ヤコブス・ゴリウス （英語版） 東洋学者でファン・エルペの弟子。ファン・エルペの死後、ライデン大学で後任の教授となった。
- Johan Boreel（1577-1629）[1][2] オランダの学者、政治家。ファン・エルペに多くの東洋語文献を提供した。
- Cornelius Haga オランダの外交官。ファン・エルペに多くの東洋語文献を提供した。